# Estadio Nacional de El Salvador
El Estadio Nacional de El Salvador es el futuro estadio nacional de la República de El Salvador, se construirá en el terreno que es utilizado actualmente la Escuela Militar "Capitán General Gerardo Barrios" de la ciudad de Antiguo Cuscatlán.
Con la construcción de este nuevo recinto deportivo, la Selección de Fútbol de El Salvador planea jugar sus encuentros a futuro ahí, con miras a tener un nuevo vínculo especial al lado de sus aficionados. De esta manera se pondría fin a toda una era jugando como locales en el mítico Estadio Cuscatlán, donde se han escrito pasajes importantes en la historia del fútbol salvadoreño.
El 30 de noviembre de 2023, el presidente de El Salvador, Nayib Bukele y el embajador de la República Popular China, Zhang Yanhui, colocaron la primera piedra en la ceremonia de inicio de construcción del Estadio Nacional de El Salvador. Según los planes anunciados durante la ceremonia, se espera que la construcción tome tres años, con una fecha tentativa de finalización a fines de 2026 y una posible inauguración en 2027.

## Instalaciones y capacidad
El Estadio Nacional de El Salvador tendrá una capacidad para albergar a 50 000 personas cómodamente sentadas y contará con las siguientes amenidades:
- Salas de espectadores
- Salas de deportistas
- Salas de gestión
- Salas de prensa
- Salas VIP